# Roma Volley Club 2019-2020 (maschile)
Questa voce raccoglie le informazioni riguardanti il Roma Volley Club nelle competizioni ufficiali della stagione 2019-2020.

## Organigramma societario
Area direttiva
- Presidente onorario: Antonello Barani
- Team manager: Paolo Rossi Doria
- Direttore generale: Christian Minciotti
- Amministratore unico: Giulio Santarelli
- Direttore tecnico: Marco Vetrella
- Segreteria generale: Giovanna Santoro

Area tecnica
- Allenatore: Mauro Budani
- Allenatore in seconda: Manuel Saltimbanco
- Scout man: Daniele Giovannercole
- Responsabile settore giovanile: Massimo Montesi

Area comunicazione
- Responsabile comunicazione: Gianluca Scarlata
- Fotografo: Andrea Maddaluno
- Brand manager: Salvatore Pezzuto
- Relazioni esterne: Vittorio Sacripanti
- Webmaster: Pierfrancesco Maffieri
- Video e media: Marco Gallo

Area marketing
- Responsabile ufficio marketing: Pierpaolo Bucalo

Area sanitaria
- Medico: Roberto Vannicelli
- Responsabile fisioterapista: Sandro Gennari
- Fisioterapista: Silvia Minnucci, Serena Scorza
- Preparatore atletico: Giovanni Di Maio
- Ortopedico: Francesco Franceschi
- Psicologo: Susanna Casubolo

## Rosa
| N° | Nome               | Ruolo | Data di nascita   | Nazionalità sportiva |
| -- | ------------------ | ----- | ----------------- | -------------------- |
| 1  | Simone Calarco     | O     | 6 marzo 1995      | Italia               |
| 4  | Simone Cicchinelli | P     | 13 maggio 1991    | Italia               |
| 5  | Enrico Zappoli     | S     | 12 maggio 1995    | Brasile              |
| 6  | Lorenzo Sperotto   | P     | 28 aprile 1999    | Italia               |
| 7  | Federico Antonucci | C     | 9 maggio 1991     | Italia               |
| 8  | Armando De Vito    | C     | 24 settembre 2000 | Italia               |
| 9  | Lorenzo Rossi      | S     | 26 gennaio 1990   | Italia               |
| 11 | Matteo Consalvo    | C     | 5 ottobre 1993    | Italia               |
| 12 | Leon Zaccari       | S     | 8 maggio 2001     | Italia               |
| 13 | Cristian Rizzi     | L     | 30 agosto 1994    | Italia               |
| 14 | Luca Loreto        | S     | 19 marzo 1999     | Italia               |
| 15 | Davide Borraccino  | C     | 1º luglio 1997    | Italia               |
| 17 | Andrea Stirpe      | L     | 20 giugno 1999    | Italia               |
| 18 | Manuele Mandolini  | S     | 18 giugno 1990    | Italia               |

## Risultati

### Serie A3

#### Girone di andata
| 1ª giornata - 20 ottobre 2019 PalaHoney, Roma                   | Roma Club     | 3 - 0 | Sabaudia          | 28-26, 25-22, 25-15               |
| 2ª giornata - 26 ottobre 2019 PalaBotteghelle, Reggio Calabria  | Franco Tigano | 1 - 3 | Roma Club         | 25-23, 23-25, 15-25, 18-25        |
| 3ª giornata - 3 novembre 2019 PalaHoney, Roma                   | Roma Club     | 0 - 3 | M&G               | 23-25, 18-25, 22-25               |
| 4ª giornata - 10 novembre 2019 PalaCercola, Cercola             | GIS Ottaviano | 3 - 0 | Roma Club         | 25-23, 25-22, 25-21               |
| 5ª giornata - 17 novembre 2019 PalaIngrosso, Taviano            | Leverano      | 0 - 3 | Roma Club         | 16-25, 16-25, 20-25               |
| 7ª giornata - 30 novembre 2019 PalaHoney, Roma                  | Roma Club     | 3 - 1 | Corigliano Volley | 25-20, 25-23, 21-25, 25-23        |
| 8ª giornata - 8 dicembre 2019 Palasport Fontescodella, Macerata | Macerata      | 3 - 1 | Roma Club         | 25-16, 25-19, 20-25, 25-20        |
| 9ª giornata - 15 dicembre 2019 PalaHoney, Roma                  | Roma Club     | 3 - 1 | Alessano          | 25-20, 26-24, 24-26, 25-22        |
| 10ª giornata - 22 dicembre 2019 PalaRizza, Modica               | Modica        | 3 - 2 | Roma Club         | 22-25, 25-16, 25-19, 22-25, 15-11 |
| 11ª giornata - 26 dicembre 2019 PalaHoney, Roma                 | Roma Club     | 3 - 2 | Tuscania          | 25-14, 22-25, 25-20, 25-27, 15-11 |

#### Girone di ritorno
| 12ª giornata - 5 gennaio 2020 PalaVitaletti, Sabaudia                 | Sabaudia          | 0 - 3 | Roma Club     | 20-25, 18-25, 20-25               |
| 13ª giornata - 12 gennaio 2020 PalaHoney, Roma                        | Roma Club         | 3 - 0 | Franco Tigano | 25-23, 32-30, 25-20               |
| 14ª giornata - 19 gennaio 2020 Palasport Grottazzolina, Grottazzolina | M&G               | 3 - 1 | Roma Club     | 21-25, 25-18, 25-18, 25-20        |
| 15ª giornata - 26 gennaio 2020 PalaHoney, Roma                        | Roma Club         | 3 - 0 | GIS Ottaviano | 25-16, 25-20, 25-22               |
| 16ª giornata - 2 febbraio 2020 PalaHoney, Roma                        | Roma Club         | 2 - 3 | Leverano      | 25-16, 17-25, 23-25, 25-17, 12-15 |
| 18ª giornata - 16 febbraio 2020 PalaCorigliano, Corigliano-Rossano    | Corigliano Volley | 3 - 0 | Roma Club     | 25-19, 25-20, 25-23               |
| 19ª giornata - 1º marzo 2020 PalaHoney, Roma                          | Roma Club         | -     | Macerata      | annullata                         |
| 20ª giornata - 8 marzo 2020 Palazzetto dello Sport, Tricase           | Alessano          | 2 - 3 | Roma Club     | 25-21, 15-25, 25-22, 24-26, 13-15 |
| 21ª giornata - 15 marzo 2020 PalaHoney, Roma                          | Roma Club         | -     | Modica        | annullata                         |
| 22ª giornata - 22 marzo 2020 PalaMalè, Viterbo                        | Tuscania          | -     | Roma Club     | annullata                         |

## Statistiche

### Statistiche di squadra
| Competizione | Punti | In casa | In casa | In casa | In trasferta | In trasferta | In trasferta | Totale | Totale | Totale |
| Competizione | Punti | G       | V       | P       | G            | V            | P            | G      | V      | P      |
| ------------ | ----- | ------- | ------- | ------- | ------------ | ------------ | ------------ | ------ | ------ | ------ |
| Serie A3     | 30    | 8       | 6       | 2       | 9            | 4            | 5            | 17     | 10     | 7      |
| Totale       | -     | 8       | 6       | 2       | 9            | 4            | 5            | 17     | 10     | 7      |

G = partite giocate; V = partite vinte; P = partite perse

### Statistiche dei giocatori
| Giocatore      | Serie A3 | Serie A3 | Serie A3 | Serie A3 | Serie A3 | Totale | Totale | Totale | Totale | Totale |
| Giocatore      | P        | PT       | AV       | MV       | BV       | P      | PT     | AV     | MV     | BV     |
| -------------- | -------- | -------- | -------- | -------- | -------- | ------ | ------ | ------ | ------ | ------ |
| F. Antonucci   | 17       | 132      | 87       | 40       | 5        | 17     | 132    | 87     | 40     | 5      |
| D. Borraccino  | 17       | 127      | 81       | 43       | 3        | 17     | 127    | 81     | 43     | 3      |
| S. Calarco     | 15       | 252      | 213      | 19       | 20       | 15     | 252    | 213    | 19     | 20     |
| S. Cicchinelli | 10       | 4        | 1        | 2        | 1        | 10     | 4      | 1      | 2      | 1      |
| M. Consalvo    | 8        | 15       | 6        | 5        | 4        | 8      | 15     | 6      | 5      | 4      |
| A. De Vito     | 2        | 1        | 0        | 1        | 0        | 2      | 1      | 0      | 1      | 0      |
| L. Loreto      | 14       | 3        | 1        | 0        | 2        | 14     | 3      | 1      | 0      | 2      |
| M. Mandolini   | 10       | 60       | 48       | 10       | 2        | 10     | 60     | 48     | 10     | 2      |
| C. Rizzi       | 15       | 0        | 0        | 0        | 0        | 15     | 0      | 0      | 0      | 0      |
| L. Rossi       | 17       | 222      | 187      | 19       | 16       | 17     | 222    | 187    | 19     | 16     |
| L. Sperotto    | 17       | 54       | 10       | 24       | 20       | 17     | 54     | 10     | 24     | 20     |
| A. Stirpe      | 6        | 0        | 0        | 0        | 0        | 6      | 0      | 0      | 0      | 0      |
| L. Zaccari     | 1        | 0        | 0        | 0        | 0        | 1      | 0      | 0      | 0      | 0      |
| E. Zappoli     | 17       | 196      | 161      | 23       | 12       | 17     | 196    | 161    | 23     | 12     |

P = presenze; PT = punti totali; AV = attacchi vincenti; MV = muri vincenti; BV = battute vincenti